# Tylothallia
Tylothallia — рід грибів родини Lecanoraceae. Назва вперше опублікована 1981 року.

## Класифікація
До роду Tylothallia відносять 3 види:
- Tylothallia biformigera
- Tylothallia pahiensis
- Tylothallia verrucosa